# Praça Vinícius de Moraes
A Praça Vinicius de Moraes é um logradouro situado no Morumbi, na Zona Oeste de São Paulo com 60 mil m² de área, localizada entre a Avenida Giovanni Gronchi, a Rua Pirapama e a Praça Santos Coimbra, em frente ao Palácio dos Bandeirantes, a atual sede do Governo do estado de São Paulo e também a residência oficial do governador.
O nome da praça é uma homenagem ao poeta Vinícius de Moraes, falecido em 1980.
A praça foi projetada nos anos 1960 por Francisco Sergnini, Lucia Porto e Vera Serra. Em 2007, foi instalada a Estátua do Apóstolo Paulo, o santo que foi homenageado com o nome da cidade.
Na praça tem uma pista de 1 500 metros de extensão, aparelhos de ginástica, mesas de piquenique e ampla área de concreto cercada por bancos.